# Pagergunung (Pangandaran)
Pagergunung is een bestuurslaag in het regentschap Ciamis van de provincie West-Java, Indonesië. Pagergunung telt 2415 inwoners (volkstelling 2010).